# Paul Morphy
Paul Charles Morphy (New Orleans, 22. lipnja 1837. – New Orleans, 10. srpnja 1884.), američki je šahist francuskog, španjolskog kreolskog podrijetla. Smatra se najjačim igračem sredinom druge polovice 19. stoljeća, ali i jednim od najvećih šahista ikad.
Smatra ga se jednim od najvećih šahista svog vremena i neslužbenim svjetskim prvakom. Bio je šahovskim čudom. Zvalo ga se "Ponos i tuga šaha" zbog njegove kratke i briljantne šahovske karijere koju je prekinuo dok je bio još vrlo mlad.
Rodio se je u bogatoj rimokatoličkoj obitelji iz Lujzijane. Šah je naučio igrati od oca i ujka. Obitelj je brzo shvatila njegov dar te ga je hrabrila sudjelovati šah na obiteljskim susretima. Do svoje devete godine ga se već smatralo jednim od najboljih šahista u New Orleansu. Sa samo 12 godina, pobijedio je mađarskog velemajstora Jánosa Jakaba Löwenthala u dvoboju od tri partije. 
Nakon njegove smrti 1884. godine, dvoboj za svjetskog prvaka u šahu 1886. nitko nije osporio kao dvoboj najboljih, Steinitza i Zukertorta, jer se Morphyja smatralo boljim igračem od njih.